# Els Plans (Gallifa)
Els Plans és una masia del terme municipal de Gallifa, a la comarca catalana del Vallès Occidental.
Està situada a 837,5 metres d'altitud, a l'extrem nord del terme municipal, prop del límit amb Granera. És al nord-oest dels Cingles de Sant Sadurní, o de Gallifa, i del Morral del Puig, a la dreta del torrent dels Plans i al nord-est de la Rovira. Es troba sota i al sud-est de la Carena de Coll d'Ases.
S'hi accedeix per llargs camins de muntanya en bon estat que l'enllacen amb Granera, al nord, i amb Gallifa, al sud.